# Greg Burke
Pour les articles homonymes, voir Greg Burke (homonymie) et Burke.
Gregory Francis Burke (né le 21 septembre 1982 à Camden, New Jersey, États-Unis) est un lanceur droitier des Ligues majeures.

## Carrière
Ancien joueur des Blue Devils de l'Université Duke, Greg Burke signe son premier contrat professionnel en 2006 avec les Padres de San Diego. Il joue son premier match dans le baseball majeur avec les Padres le 16 mai 2009. Le lanceur de relève dispute 48 parties avec San Diego cette année-là et termine la saison avec 3 victoires, 3 défaites et une moyenne de points mérités de 4,14 en 45 manches et deux tiers lancées. Il remporte sa première victoire en carrière le 4 juillet sur les Dodgers de Los Angeles.
Burke joue dans l'organisation des Padres, surtout en ligues mineures, de 2006 à 2011 avant d'évoluer pour un club-école des Orioles de Baltimore en 2012. Le 7 novembre 2012, il est mis sous contrat par les Mets de New York. Il lance 31 manches et deux tiers en 32 matchs des Mets en 2013 et sa moyenne de points mérités s'élève à 5,68.
Il lance en ligues mineures avec un club affilié aux Rockies du Colorado en 2014 puis dans l'organisation des Blue Jays de Toronto en 2015. Il est invité à l'entraînement de printemps 2016 des Phillies de Philadelphie.